# Римска палата у Полачама (Мљет)
Римска палата у Полачама је назив за фортификацијску целину, која се састоји од античке палате, терми, двеју ранохришћанских базилика, арсенала и складишта за галије, а налази се у насељу Полаче, у истоименом заливу, на острву Мљету. То је трећи најочуванији римски споменик на хрватској обали Јадранског мора, одмах после Диоклецијанове палате у Сплиту и Арене у Пули.

## Долазак Грка и Римљана на Мљет
Најстарији историјски записи о острву Мљету датирају из 4. века пр. н. е. и везани су за грчке морепловце који су пловили према својим колонијама на острвима Корчули, Вису и Хвару, а пролазили су кроз данашњи Мљетски канал. Пловећи уз Мљет, задржавали су се на местима уз обалу где су били извори питке воде, што несумњиво значи да су залазили и у залив Полаче, у који су се склањали за време јаких јужних ветрова јер је залив од ветра заштићен са свих страна. Материјалних остатака на копну острва Мљета, који би сведочили о боравку Грка, нема, али зато је море око острва богато налазиштима амфора што несумњиво доказује њихов боравак.
Прве конкретне податке о насељавању острва даје римски писац Апијан у свом делу Римски грађански ратови описујући ратове цара Августа против Илира на Мљету и Корчули. Апијан наводи како је Август тада разорио град Мелитусу, мада се историчари до данас нису договорили где би се тај град тачно налазио. Највећи се број историчара слаже да то није заправо био град, већ већа илирска насеобина грађена од камена без малтера те да се тај град налази у луци Полаче, која има најпогодније услове за развој већег насеља, јер је дубоко увучена у копно и тако заштићена од вјетрова, има извор питке воде, а околно је земљиште погодно за развој сточарства и ратарства.

## Стварање насеља у Полачама
Разарањем Мелитусе, римски је цар Август, вероватно заузео само западни део острва Мљета, јер није имао довољно војника да прочешља читаво острво, који је тада био покривен непроходним шумама. Након што је заузео острво, у заливу Полаче постепено се ствара царски посед. Илири су из Полача отишли на исток острва, а с временом се између њих стварају трговачке везе те међусобно упознавање и мешање, што је резултовало потпуном романизацијом илирског становништва. Томе у прилог иду бројни локалитети на којима су пронађени римски трагови, на пример у Помени, Ивању пољу на средини острва, као и у Коритима, где је пронађен римски новац.

## Античка палата
Према легенди, палату је, према угледу на римске засеоке из доба Царства изградио Агезилај из Аназарба у Каликији. Агезилај се на Мљет склонио заједно са сином, песником Опијаном, пошто што га је римски цар, Септимије Север, протерао са двора. Легенда даље каже да их је цар Каракала ослободио од заточеништва након што му је песник срочио надахнуте стихове о лепоти мора и риболова у својим еповима Кувнуетика и Алиеутика. Опијан и његов отац одбили су повратак у Рим, оправдавајући се како своје мало царство никад не би мењали за велико и притом су цару послали грану алепског бора са птичјим гнездом у којем је била шкољка. Ни данас се тачно не зна кад је палата изграђена, али нема сумње да је први посед дао изградити Август, након што је заузео Мљет. Током времена, изграђена је палата у којој је становао римски намесник за подручје Мљета. Палала је подигнута због заштите својих стратешких интереса: залив је био сигуран од ветра, извор питке воде је био педесет метара од мора. Палата је један од најзначајнијих споменика римског раздобља, а убраја се међу најмонументалније споменике на обали Јадрана.

## Старост палате
Постоје размимоилажења међу стручњацима и историчарима у односу на старост римске палате.
- Ф. Булић сматра да потичу из 2. века, на основу два фрагмента нађена у палати.[7]
- Љубо Караман, упоређујући мљетску с Диоклецијановом палатом, прву уврштава у фазу касноримског, а другу у фазу средњоримског царског доба, судећу по масивном и нерашчлањеном горњем делу мљетске палате те отворима за врата и прозоре, који су пробијени у приземљу. Своју тврдњу поткрепљује и својим виђењем мозаика у Суси у Африци из 2. века где се виде подударања у прочељу палате и двема осмороугаоним кулама.[8]
- К. Пријатељ сматра како је палата у Полачама изграђена под утицајем нешто старије Диоклецијанове палате. Главним се аргументом сматра подударања две палате у главним цртама па се зато сматра да је палата изграђена крајем трећег или почетком 4. века.[9]
- Ејнар Дугве сматра да је палата изграђена у 5. веку, а то закључује по типу градње и по техници која је кориштена за градњу палале. Једнако тако, Дугве упоређује палату у Полачама с палатама у Равени и код Piazza Armerina, које су грађене у 4., односно 6. веку.
- Цвито Фисковић сматра да се палача треба посматрати са ширег спектра. Фисковић сматра да је палата грађена у периоду продора Авара и Словена на подручје Рагусе, кад су становници Рагусе, али и Нароне бежали на Мљет. Такође, Фисковић сматра да палата никад није ни била до краја изграђена.[10]

## Ранохришћанске базилике
Уз палату остали су сачувани остаци двеју сакралних грађевина од којих је највећа и најбоље очувана ранохришћанска базилика, која се налази југозападно од палате на удаљености од 70-ак метара. Базилика је надограђивана и проширивана три пута у засебним временским раздобљима. Први слој припада најстаријем типу ранохрићанског објекта на обалном подручју, а сврстава се у период 5. века. Други је слој грађен у периоду између 6. и 9. века, док трећи слој већ припада у период романике из 12. века.
У базилици је, за време истраживања, пронађен археолошки вредан материјал: столица за свештеника с катедром за бискупа и крстионица. Откривен је и гроб, изнутра потпуно надсвођен и људски костур, стар најмање 1500 година. Уз костур је још пронађено много обредних посудица, олтарска мраморна менза те остаци разне керамике. Такође, пронађена је и камена плоча са следећим ...
| ...латинским текстом: PRO SALUTE P. C BALBINIANI TEMPLUM TUUM PORTICO ADAMPLIAVIT MAGNUS LIBERO [ANIMO] [E]T LIBE[N] FECI[T] |  | У преводу: ЗА СПАС (ЗА ЗДРАВЉЕ) П. Ц. БАЛБИНИАНА ТВОЈ ХРАМ ТРЕМОМ ЈЕ ПРОШИРИО ВРХОВНИ УПРАВНИК ИМАЊА СЛОБОДНОМ [ВОЉОМ] И РАДОСТАН САГРАДИО |

## Терме
Остаци антикчких терми били су откривени тек 1980. године и налазе се 20-ак метара од главног зида палате. Ово, аутентично римско купатило, се налази 0,5 метара под земљом, а у његовој непосредној близини се налазе и остаци спремишта за галије. Међу пронађеним остацима купатила, најзначајнији је окрукли мозаик птице ждрала и представља симбол источних Гота. Ова су купатила била луксузно опремљена, а била су смештена уз само море и вододерину, којом, је за време кише, обилно текла вода. Зид ових купатила је висок 1,5 метар а дугачак 4 метра. Купатило није до краја истражено јер се мозаик при додиру са ваздухом врло брзо уништава.

## Живот у палати
Палата у Полачама је била импозантне величине и у њој су становали управници овог царског поседа, заједно са својим дворанима и бројном послугом, ниже и више свештенство те народ који је становао у ближој и даљој околини палате, у малим и неугледним кућицама од којих није остало никаквог трага. Владајући слој је припадао римско-романском становништву, а романизирани су Илири служили да главна физичка снага за вађење и пренос камена за потребе градње палате и базилика. Кулминација просперитета острва Мљета у 5. и 6. веку доказује и даровница Одоакра од 18. марта 489. године, којом свог comes domesticorum Пиериуса дарује поседима код Сиракузе и на Мљету, при чему је посед на Мљету процењен на 200 солида годишње, што је у оно време био велики новац. Тако велике приходе доносила је пољопривреда, развијена земљорадња, искориштавање шума, дрва за огрев и градњу те трговина која је ишла кроз луку Полаче у коју су долазили бродови из целог Царства те су исто тако и одлазили према свим већим лукама Царства.